# Мішель Дельпеш
Мішель Дельпеш (справжнє ім'я Жан-Мішель Дельпеш, фр. Jean-Michel Delpech; нар 26 січня 1946, Курбевуа, департамент О-де-Сен — 2 січня 2016) — французький співак, композитор і актор.

## Біографія
Народився у передмісті Парижа Курбевуа, в департаменті О-де-Сен.
Рано захопився музикою і свою першу групу організував ще навчаючись у школі. У ті роки познайомився з Роланом Венсаном (фр. Roland Vincent) у співавторстві з яким написав свої перші пісні. Вони зацікавили продюсерів зі студії Vogue і після укладення контракту вийшов перший вдалий сингл Anatole. 1965 року він 6 місяців брав участь у музичному комедійному мюзиклі Copains Clopant, який зробив співака дуже популярним. 1967 року Мішель розпочав співпрацю з відомим імпресаріо Джонні Старком. У цьому ж році Мішель гастролює по Радянському Союзу. Паскаль Лувріє в книзі «Michel Delpech. Mise à nu» пише: "…СРСР. Таємниця і чарівність країни, про яку в той час знали дуже мало… Турне триває один місяць. Москва, Ленінград, Казань і т. д. Мішель співає французькою. Після кожної пісні, перекладач перекладає слова. « Уявляєте, як це порушувало ритм, каже він мені (тобто Дельпеш автору). Не важливо, все виходило. Було стільки наснаги. Після концерту мене оточувала молодь, розпитувала про Бітлз і Роллінг Стоунз. Братські відносини народжувалися самі собою. Хоч ми і говорили на різних мовах, ми розуміли один одного. Це було особливе турне. Міліція була всюди, але це не заважало нам веселитися! Горілка, грандіозні гулянки на волзьких берегах, незмінно безтурботна обстановка. Незабутні враження».
У 1968 році він виграв престижну нагороду «Grand Prix du Disque Award» з хітом «Il y a des jours où on ferait de mieux rester au lit».
Піку своєї кар'єри музикант досяг після переходу в звукозаписуючу компанію Barclay Records. 1969 року він записує пісню «Wight is Wight» про фестиваль на острові Вайт, яка стала популярною у Франції і за яку Дельпеш отримав Золотий диск. 1971 року Дельпеш записав свою найвідомішу пісню «Pour un flirt». Останнім хітом співака в 70-ті роки стала пісня «Le Loir-et-Cher» (1976). Аж до 1983 року про Мішеля майже не було чути, що багато в чому було викликане депресією після розлучення з дружиною Шанталь Симон. У той період артист здебільшого експериментував з різними релігіями і практично закинув музику.
У жовтні 1992 року музикант знову, після паузи майже двадцять років, дав кілька концертів, після чого знову зник з поля зору публіки на п'ять років. Лише в 1997 році вийшов черговий альбом «Le roi de rien». За ним послідували ще чотири студійних альбоми: «Cadeau de Noël» (1999), «Comme Vous» (2004), «Michel Delpech &…» (2006), «Sexa» (2009). Альбом дуетів «Michel Delpech &…», що вийшов у грудні 2006 року, в січні наступного року очолив French Albums Chart і залишався на вершині один тиждень (21-27 січня 2007).

## Проблеми зі здоров'ям
Мішель Дельпеш довгий час боровся з онкологічним захворюванням (рак горла і язика). Ще на початку березня 2013 йому довелося скасувати через хворобу всі концерти.
У жовтні 2014 року, коли недуга відступила, Дельпеш знову зміг співати і записав пісню «La fin du chemin» («Кінець шляху»).
У березні 2015 випустив книгу «Vivre!», у якій розповідав про свій досвід боротьби з хворобою і про те, як вона вплинула на його внутрішній світ.
У червні 2015 друг співака журналіст Мішель Дракер, відвідавши Дельпеша у лікарні, заявив, що Дельпеш «тихо згасає».
Помер співак 2 січня 2016 року на 70 році життя.

## Дискографія

### Студійні альбоми
- 1966: Inventaire 66
- 1969: Il y a des jours où on ferait mieux de rester au lit
- 1970: Album
- 1974: Le chasseur
- 1975: Quand j'étais chanteur
- 1979: 5000 kilomètres
- 1986: Oubliez tout ce que je vous ai dit
- 1991: Les Voix du Brésil
- 1997: Le roi de rien
- 1999: Cadeau de Noël
- 2004: Comme Vous
- 2006: Michel Delpech &
- 2009: Sexa

### Збірники
- 1990: J'étais un ange
- 1999: Fan de toi (2 CDs)
- 2008: Fan de toi (3 CDs)
- 2008: Les 100 plus belles chansons
- 2009: Best of

### Live
- 1972: Olympia 1972
- 2005: Ce lundi-là au Bataclan
- 2007: Live au Grand Rex

### Сингли
- 1964 : «Anatole»
- 1964 : «Elle se moque de toi»
- 1965 : «Copains Clopants» (with Chantal Simon)
- 1965 : «Chez Laurette» (rereleased in 1970 and with Musidisc in 1978)
- 1965 : «T'en fais pas»
- 1965 : «Plus d'bac»
- 1966 : «Marie-toi Marie Jo» (rereleased in 1970)
- 1966 : «Inventaire 66»
- 1966 : «Quand on aime comme on s'aime»
- 1966 : «Le restaurant chinois» (rereleased in 1970)
- 1967 : «La Femme de l'an 3000»
- 1967 : «Il faut regarder les étoiles»
- 1967 : «Pour un coin de Pologne»
- 1968 : «Poupée cassée»
- 1968 : «Les p'tits cailloux blancs»
- 1969 : «Le Mauvais Jardinier»
- 1969 : «Wight is Wight»
- 1969 : «Quand la pluie tombe en été»
- 1970 : «Chérie-Lise»
- 1970 : «Un coup de pied dans la montagne»
- 1971 : «Le blé en herbe»
- 1971 : «La Vie, La Vie»
- 1972 : «Quand un soldat reviens»
- 1972 : «Même pendant la guerre on chante»
- 1972 : «Fan de toi»
- 1972 : «Que Marianne était jolie»
- 1973 : «Rimbaud chanterait»
- 1973 : «Les divorcés»
- 1973 : «Les aveux»
- 1973 : «Je pense à toi»
- 1974 : «Je l'attendais»
- 1974 : «Le chasseur (Les oies sauvages)»
- 1975 : «Quand j’étais chanteur»
- 1976 : «Ce lundi-là»
- 1976 : «Tu me fais planer»
- 1976 : «La fille avec des baskets»
- 1977 : «Fais un bébé»
- 1977 : «Le Loir et Cher»
- 1978 : «C'est ta chanson» (remake of «Your Song»)
- 1979 : «Trente manière de quitter une fille»
- 1979 : «Je cherche un endroit»
- 1980 : «Docker»
- 1981 : «Bombay»
- 1983 : «Animaux animaux»
- 1984 : «Loin d'ici»
- 1985 : «Rock en U.R.S.S.»
- 1986 : «J'peux pas dormir»
- 1986 : «Oubliez tout ce que je vous ai dit»
- 1987 : «Petite France»
- 1988 : «Ces mots-là»
- 1988 : «Fais glisser tes bas… ces mots-là»
- 1989 : «Pleurer le chanteur»
- 1990 : «J'étais un ange»
- 1991 : «Les voix du Brésil»
- 1992 : «Terre d'amour»